# 美浜町民レガッタ
美浜町民レガッタ（みはまちょうみんれがった）は、1988年（昭和63年）に福井国体開催20周年を記念し、福井県三方郡美浜町で「ボートの町美浜」として育んできた市民スポーツの底辺拡大を図るために開催され始めたローイング競技大会（レガッタ）。10月の第3日曜日に開催される。日本国内で開催される住民参加型のレガッタ大会では最大規模の大会であり、30回記念大会となった2016年（平成28年）には、14部門で300クルー以上、2,400人以上が出走した。

## 大会趣旨

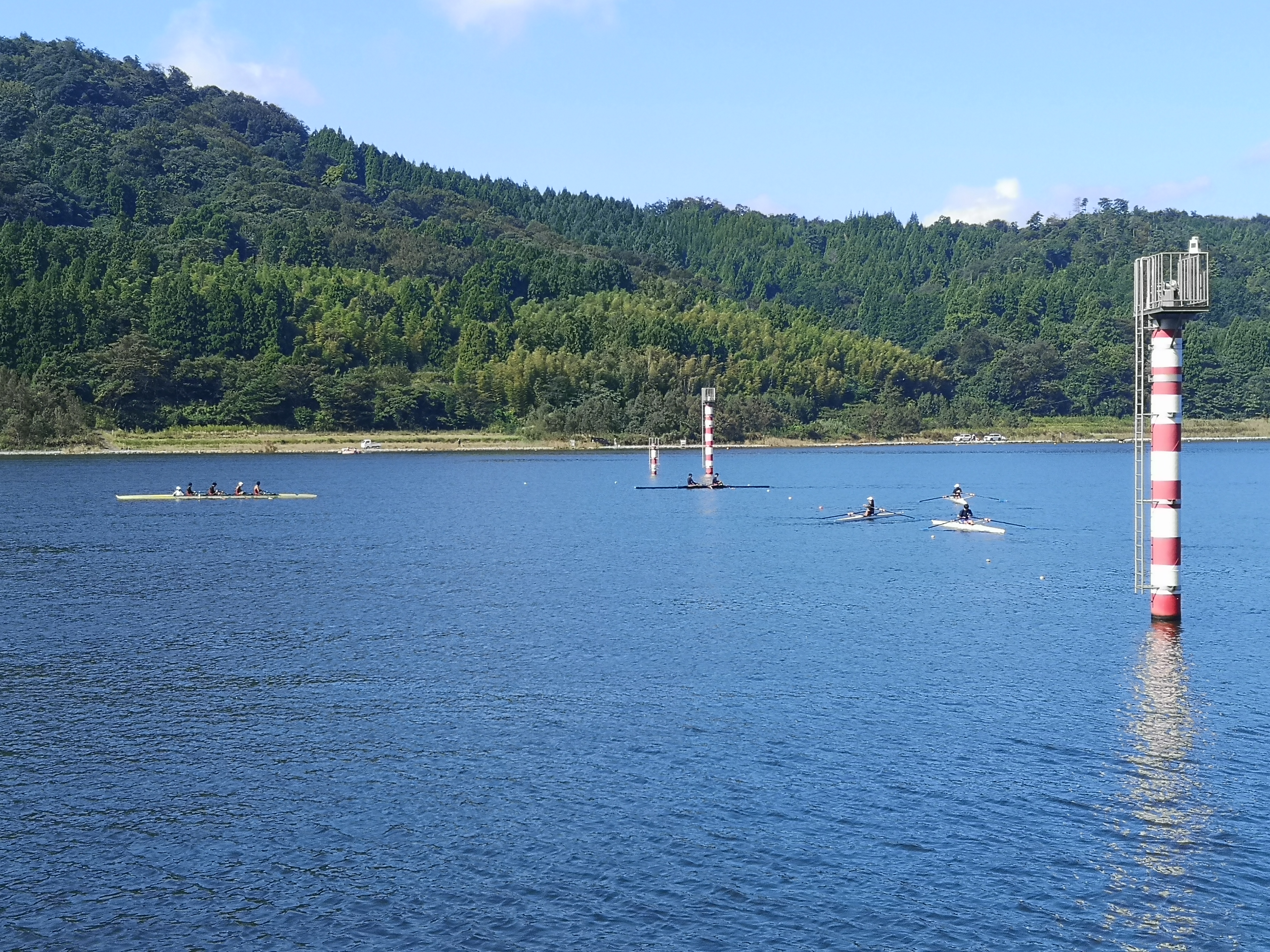
久々子湖のボートコースで練習中の人々

1968年（昭和43年）の第23回国民体育大会（福井国体）20周年を契機として、美浜町は1988年（昭和63年）にボートを町技と定めた。まちづくりをはじめ地域の活性化を図る場として、及び、国体以降に地域に育っていたボート競技の底辺を拡大し、町民にボート競技をはじめ水に親しむ機会を設けるために美浜町民レガッタを創設した。福井国体開催以降、大会開催やボート部のある福井県立美方高等学校の開校などを機に美浜町が「ボートの町」として認知されながら、町民の間ではボート競技は一部選手の特殊な競技とみなされていたことから、久々子湖で行われるボート競技を広く町民にも普及し、名実ともに「ボートの町美浜」を実現することをめざすものである。

## 歴史

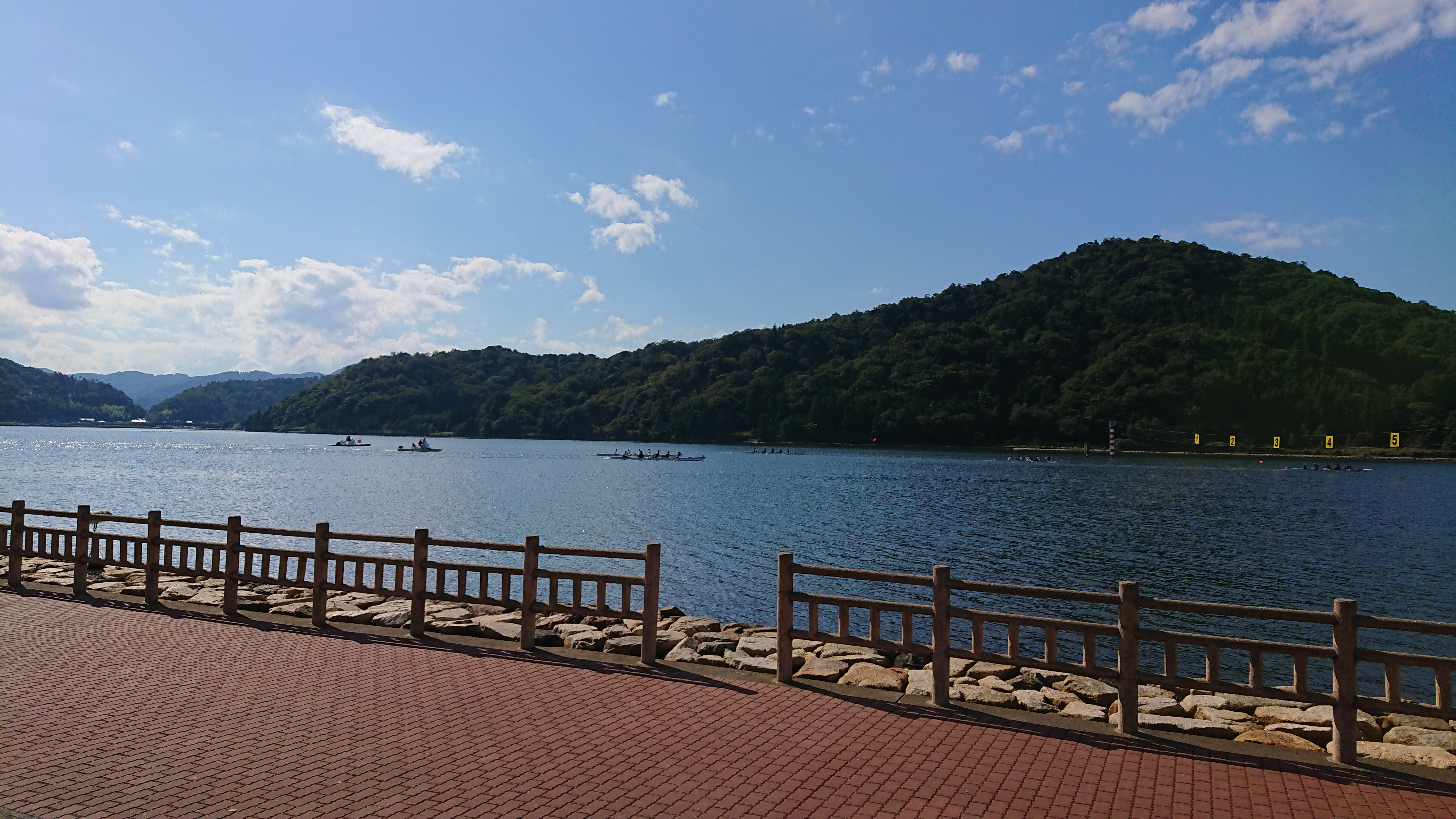
美浜町民レガッタ2022が開催された久々子湖　ゴール付近

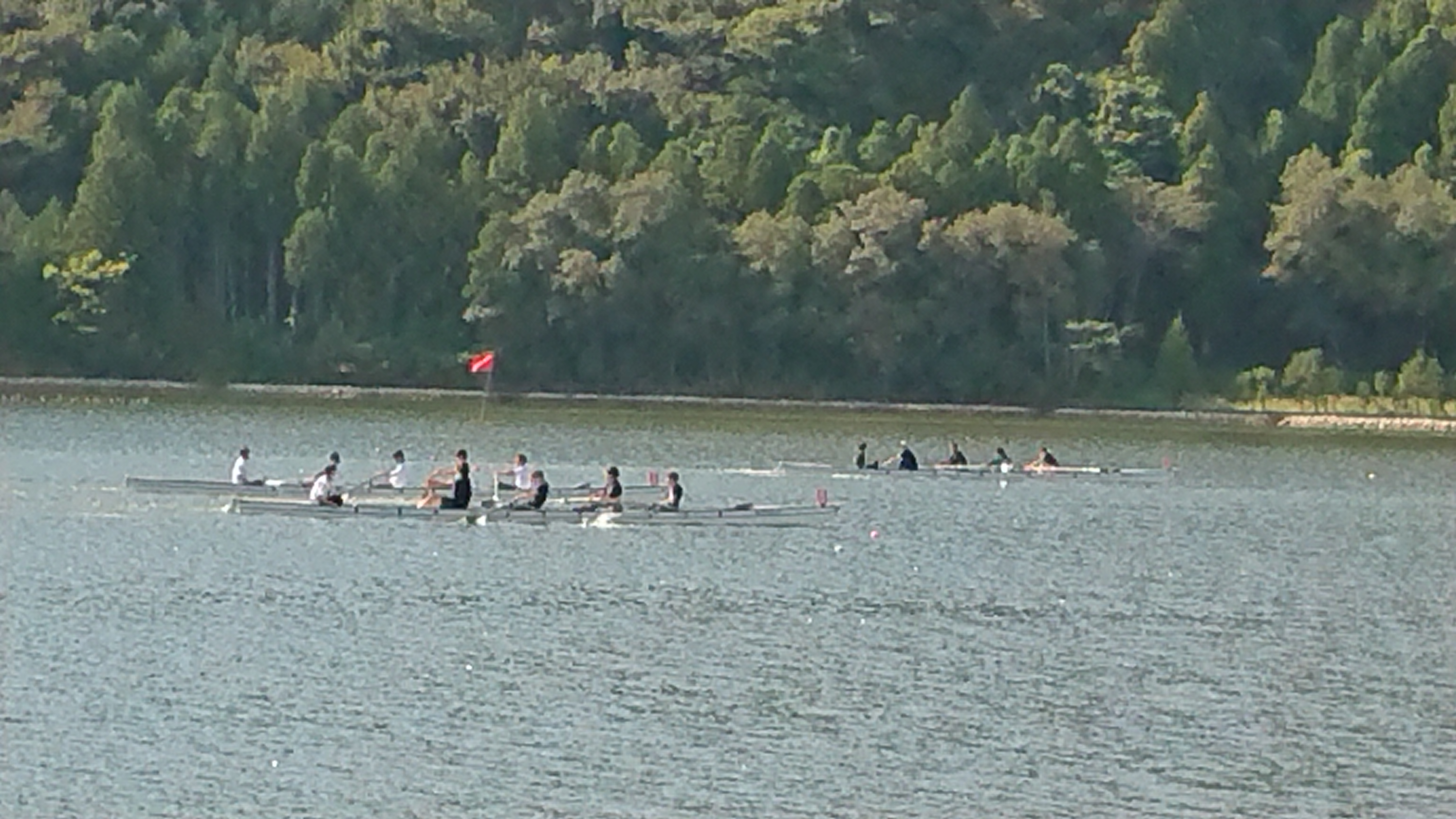
美浜町民レガッタ2022　レース風景

### 背景

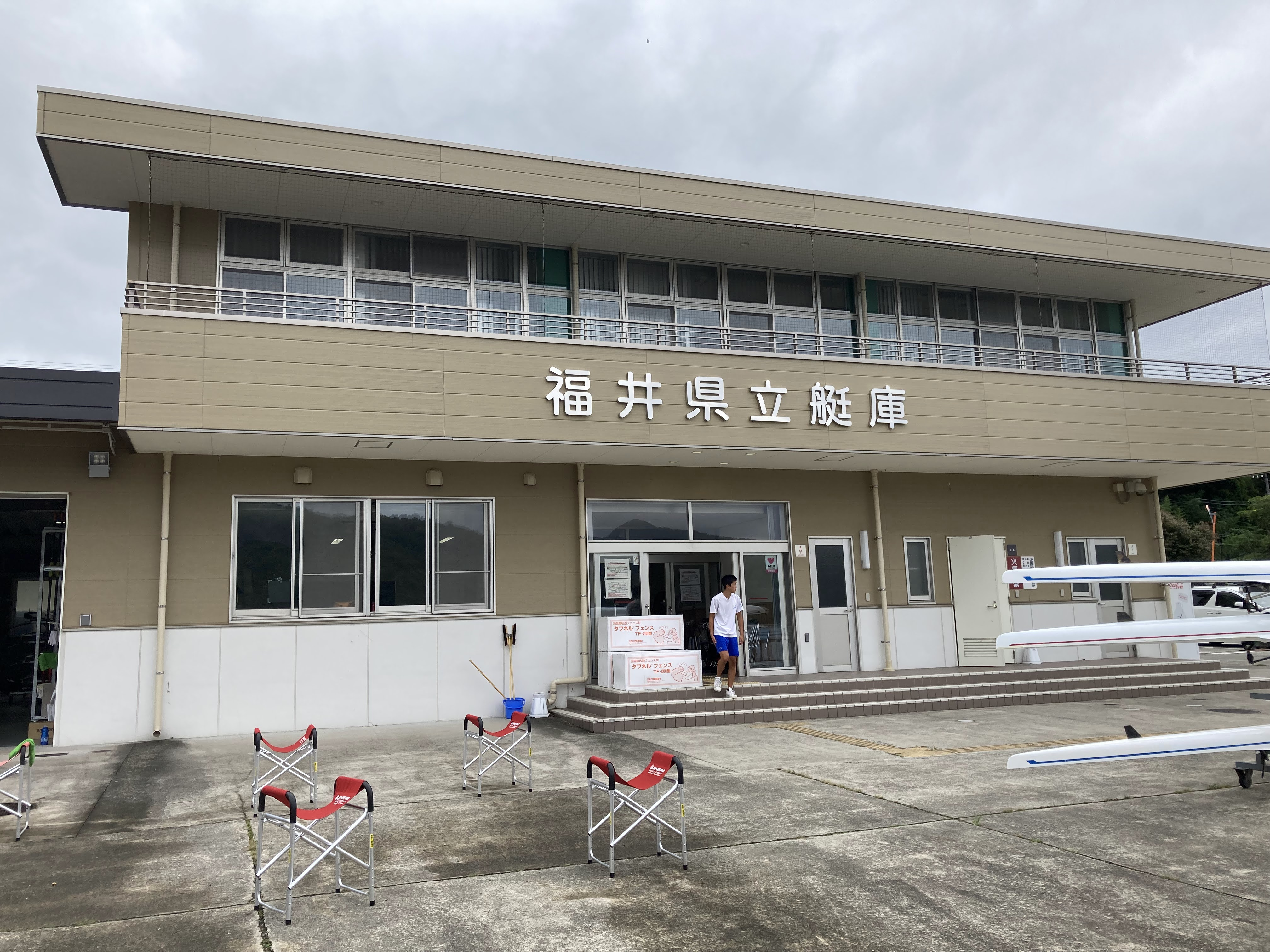
福井県立艇庫

1967年（昭和42年）の全国高校総合体育大会（インターハイ）漕艇競技会や翌1968年（昭和43年）の第23回国民体育大会（福井国体）漕艇競技会が久々子湖（三方五湖の一つ）において開催されたことをきっかけに、美浜町の「町技」としてボート競技に取り組むことになった。久々子湖には漕艇場が整備され、選手強化練習に活用されていくようになる。1969年（昭和44年）には福井県立美方高等学校が開校し、同時に同校ボート部が創設されて、久々子湖がその練習場となった。また福井国体を記念して福井県漕艇協会（のちの福井県ボート協会）主催の福井レガッタが継続して開催されるなど、ボート競技が隆盛していった。
当初、ボート競技は国体等の競技会に出場する選手だけで行われてきたが、1987年（昭和62年）6月20日、福井レガッタ20回記念レセプションの席上で、町長の綿田光雄が、中部漕艇連盟理事長であった鎧塚一に、漕艇場を活用した地域活性化策の打診を提案。1981年（昭和56年）頃から、長野県の下諏訪町で国体のボート場跡地の保全活用をナックルフォアによる町民レガッタで町おこしが図られていた先例に倣ったもので、競技人口の底辺拡大や町民の健康増進などを目的とした「町民レガッタ」が計画された。関係者らによる下諏訪町視察を経て、1988年（昭和63年）10月に初めてとなる「美浜町民レガッタ」が開催された。

### 「美浜町民レガッタ」開催

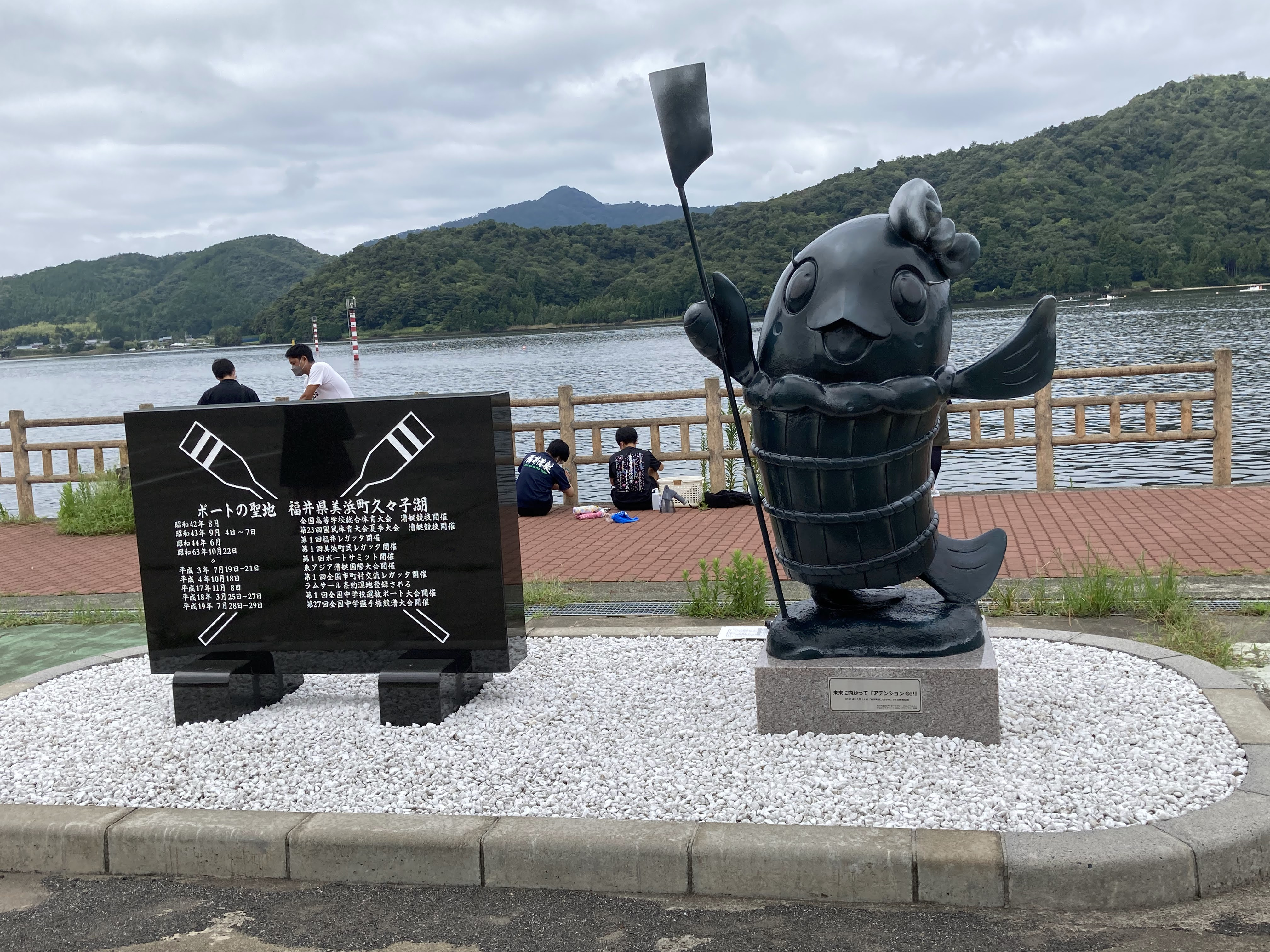
久々子湖畔にある記念碑

美浜町民レガッタ開催に向けて、一番の課題とされたのは、ナックル艇とオールの確保だった。オールはトヨタ自動車ボート部から使用していない中古のオールを借り、滋賀県と滋賀県ボート協会が協力して24艇を揃えた。初の町民レガッタであったため、町の助役（当時）が県ボート協会関係者とともに町内の事業所を回り、出漕するクルーを募った。
第1回大会は、美浜町長の綿田光雄が実行委員長を務め、町内の各団体や各集落から125クルーと多くの参加があり、旧美浜北小学校前をゴールとするコースで開催された。経験者の参加は1クルー1名以内に制限され、ボート経験の無い町民の参加を中心とした大会運営が模索された。多くの町民が慣れないオールを握りながら白熱した競漕が展開したほか、マツダオート東京のボート部が特別参加し、この部に所属していた美浜町出身選手・小林真樹組による「ソウルの漕ぎ」や関西電力美浜チームとのエキシビションレースが披露された。その後、ボートが町民広場前に移設され、会場も対岸側に移って開催されているが、町民の関心は高く、美浜町の町技として本町を代表するイベントの一つとなっている。
第20回目の記念大会となった2007年（平成19年）の「美浜町民レガッタ」では、123クルーが出場し、開会式ではそれまでの20年間で大会開催に特に尽力してきた功労者に感謝状が贈られ、ボートハウス前に「ボートの聖地記念碑」を建立して除幕式が行われた。
第1回大会では「レディーの部」のみであった女子選手の出場枠も、その後「マダムの部」「スーパーマダムの部」が追加された。第27回大会からは「議会議員交流の部」が新設され、他の自治体の議会と協同し、相互の発展に向けた親睦の機会となっている。

## 影響

### ボートサミットの創設

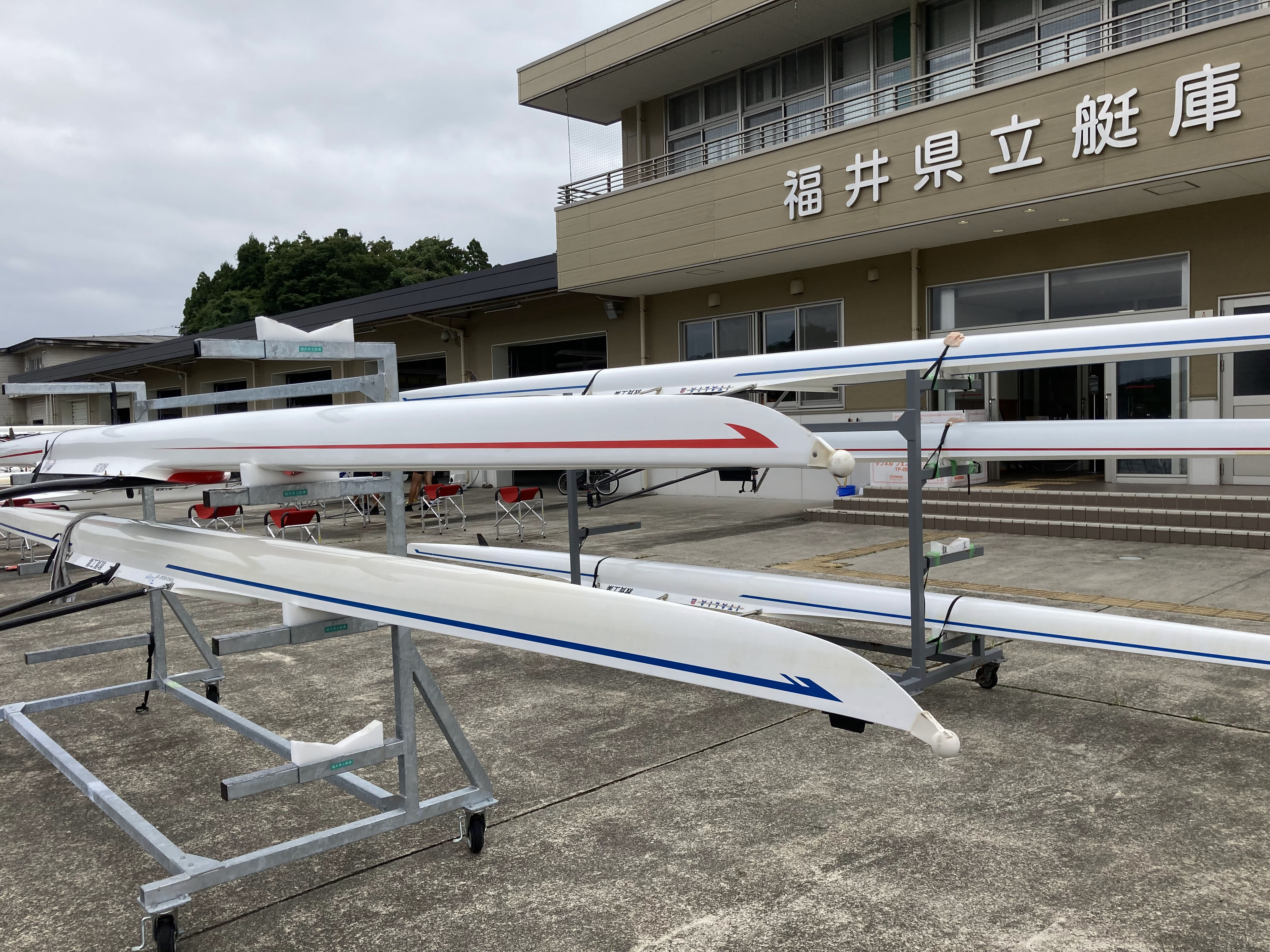
福井県立艇庫

大会開催に先立ち、1988年（昭和63年）10月22日、ボート競技の底辺拡大のための意見交流や自治体間の相互交流を図るべく、美浜町は第1回ボートサミット（中部漕艇連盟傘下漕艇場所在地市町首長会議。のちに全国ボート場所在市町村協議会首長会議と改称）を開催。美浜町と下諏訪町の各町長が発起人となり、ほかに新潟県津川町（現阿賀町）、石川県津幡町、岐阜県川辺町、愛知県東郷町、三重県大台町、静岡県天竜市の計8市町が一堂に会し、美浜町において第1回全国市町村交流レガッタを開催することが決定された。
「全国市町村交流レガッタ」は各地の開催地を巡りながら続けられ、2004年（平成16年）に再び美浜町が開催地となった。この年追加された「議会議員の部」を含む5部門で競われ、84クルーが出漕し、約700人が参加した。総合体育館で開催された大会レセプションでは、参加した各市町村のPRのほか、五湖美浜太鼓やよさこいが披露され、久々子湖で歓迎の花火大会が催された。
このサミットはその後も参加市町村を増やしながら開催され、2010年（平成22年）には28自治体にまで加盟を増やした。

### 地域活性化

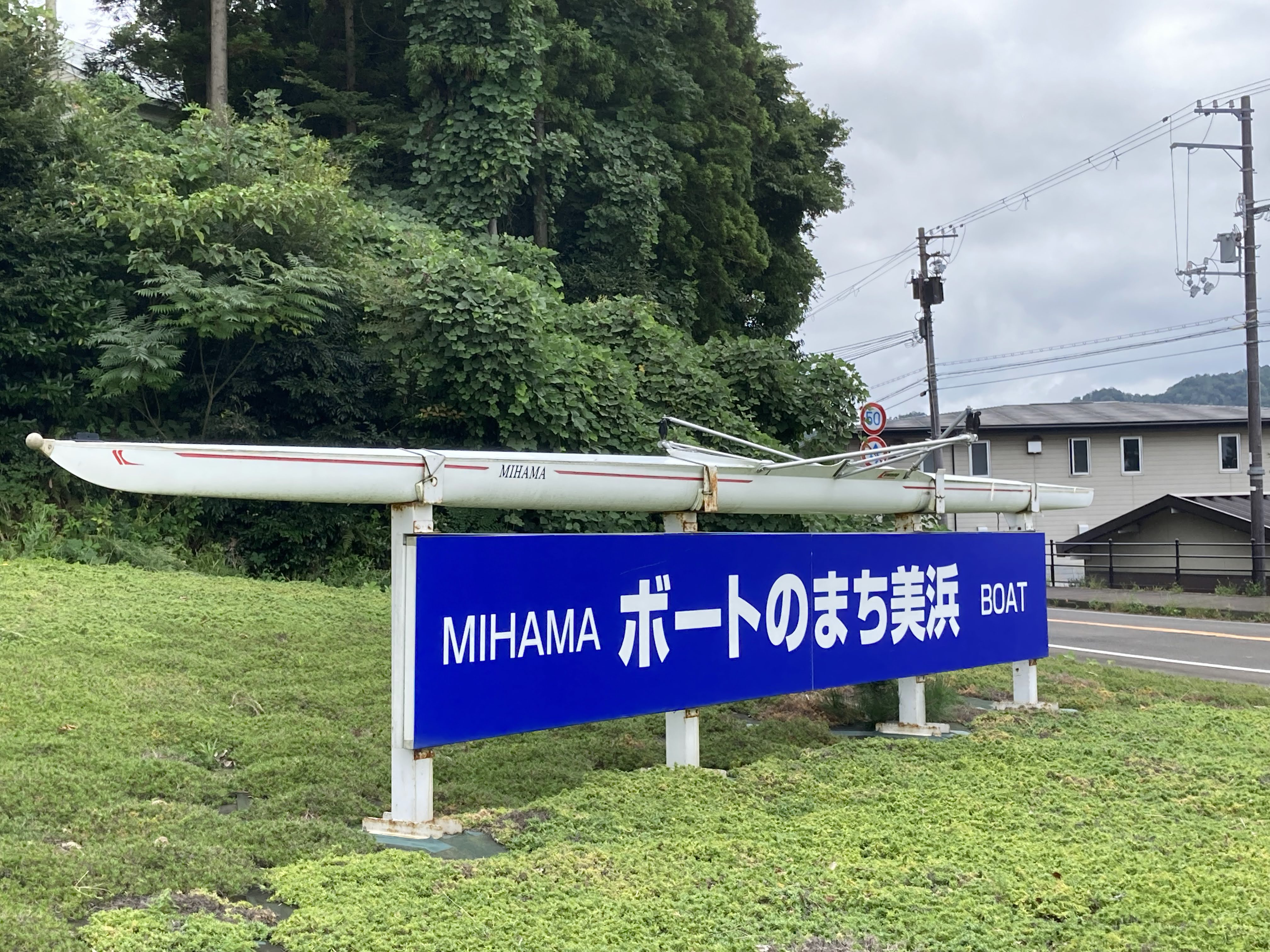
久々子湖漕艇場近くの看板

福井県ボート協会は久々子湖を拠点に選手強化を図るようになり、ナショナルチームの練習拠点として打診を受けるなど、美浜町は21世紀初めには「ボートの町美浜」として、全国屈指の発展を遂げた。全国大会の開催地として全国から美浜町に選手が集まり、美浜町からも国際大会に出場する選手を輩出している。
さらに福井県ボート協会は、美浜町でのボート競技の小中高一貫指導体制の確立をめざし、2021年（令和3年）4月、久々子湖に「福井ジュニアローインククラブ」を設立。ボート競技の普及推進とジュニア世代の選手の健全な育成を通して地域スポーツ振興に貢献することをめざし、ボート競技の基本トレーニングを行っている。この年には、美浜中学校の女子チームが全日本中学選手権競漕大会で準優勝するなど、30年以上に及ぶ美浜町民レガッタの取組は、町民スポーツとして確かな実を結んでいる。
美浜町民レガッタは、そうした大会に出場する選手ではない町民からも、「練習が楽しかった」「応援が楽しい」「連帯感を感じられる」などの感想を多く聞くことができると親しまれている。

## 開催概要

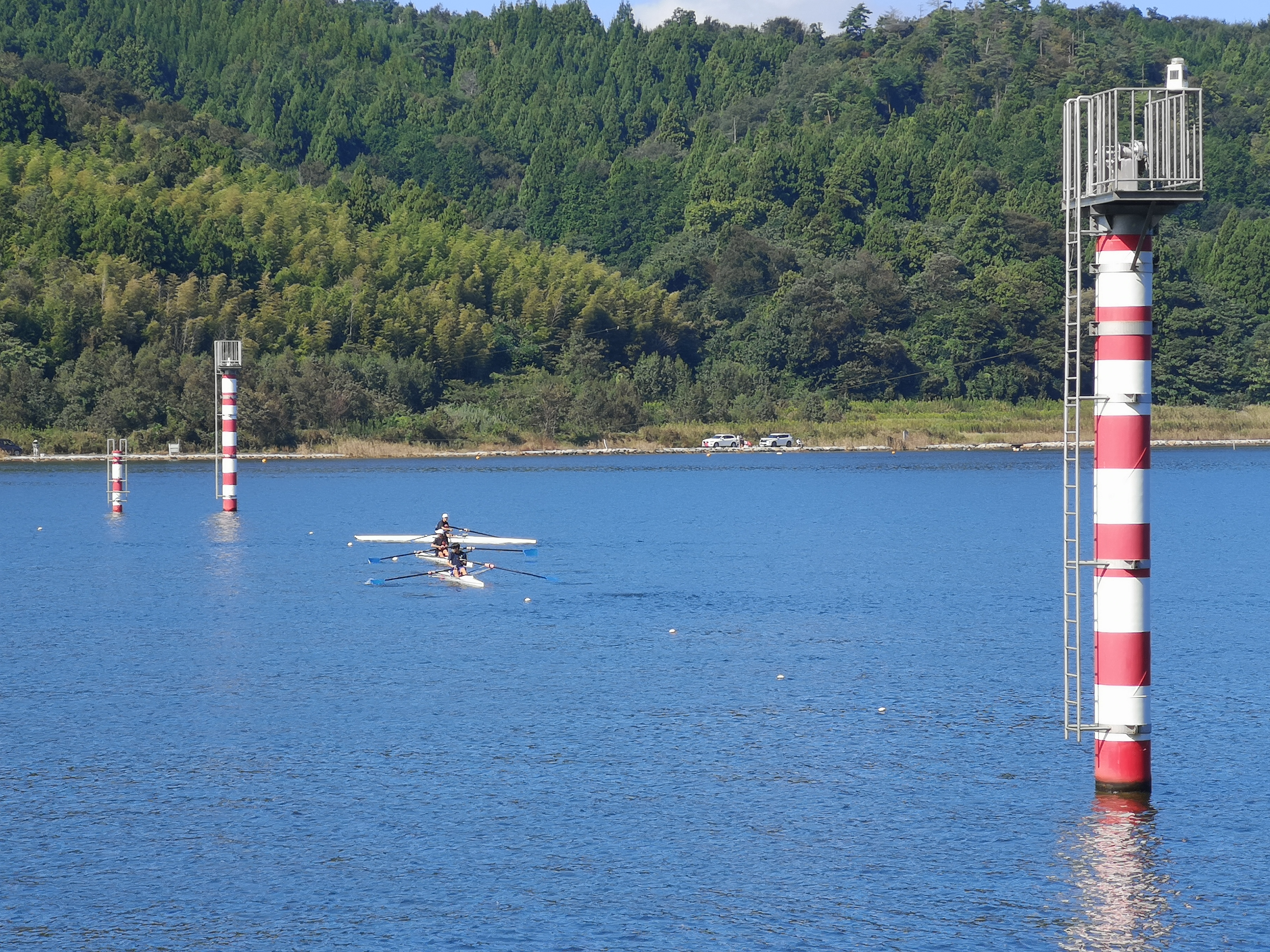
久々子湖ボートコース

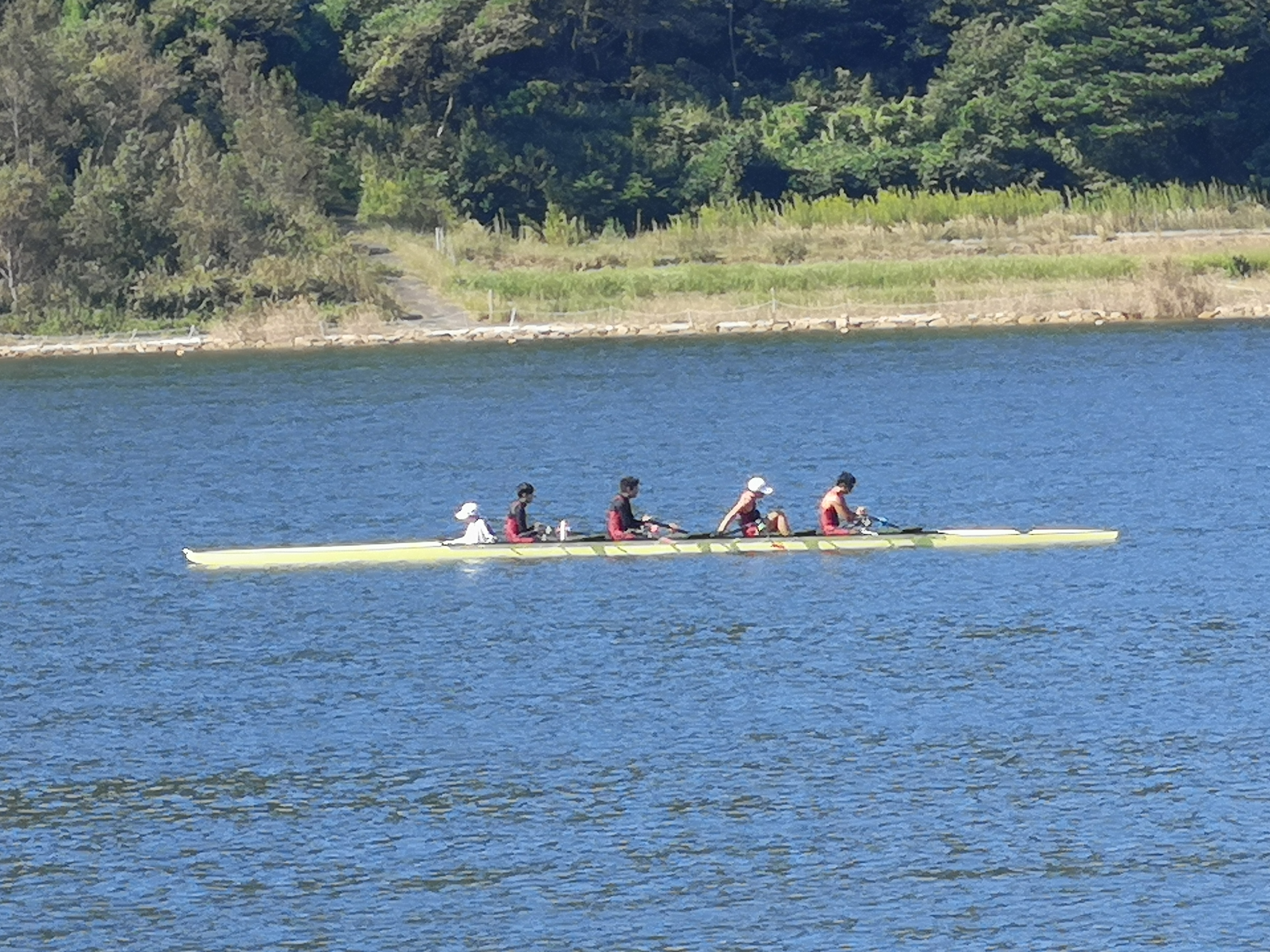
久々子湖で練習中のボート

使用する競漕艇は、カーボンナックルフォア艇。美浜町内に居住または在勤・在学していれば参加資格がある。美浜町及び美浜町教育委員会、美浜町スポーツ協会主催で開催される。各回の種目と参加クルー数は以下の表の通り。1クルーは監督1名、選手7名以内を登録でき、漕ぎ手については競技経験者（日本ローイング協会に登録されたことがある者）は1名以内としている。
第1回（昭和63年）：種目はガッツマンの部、ジェントルマンの部、ミックスの部、レディーの部、ファミリーの部の5部門、総勢125クルーが参加した。
（以下、各部門の年齢は、漕ぎ手4人の合計年齢である。）
一般部門
- ガッツマンの部（男子）- 160歳未満
- ジェントルマンの部（男子）- 160歳以上
- シニアの部（男子）- 180歳以上
- スーパーシニアの部（男子）- 200歳以上
- レディーの部（女子）- 160歳未満　
- マダムの部（女子）- 160歳以上
- スーパーマダムの部（女子）- 180歳以上　
- ミックスの部（男女混成）- 男性2名以内で、年齢制限はなし
- 小学生の部 - 小学校4年生以上の小学生で、性別不問
- 中学生の部 - 中学生のみで、性別不問

交流部門
- 交流男子の部　
- 交流女子の部
- 交流議会議員の部

| 西暦 | 回     | ガッツマンの部 | ジェントルマンの部 | シニアの部 | ミックスの部 | レディーの部 | マダムの部 | 交流男子の部 | 交流女子の部 | ファミリーの部 | スーパーシニアの部 | スーパーマダムの部 | 交流議会議員の部 | 小学生の部 | 中学生の部 | 合計 |
| ---- | ------ | -------------- | ------------------ | ---------- | ------------ | ------------ | ---------- | ------------ | ------------ | -------------- | ------------------ | ------------------ | ---------------- | ---------- | ---------- | ---- |
| 1988 | 第1回  | 52             | 40                 | -          | 11           | 20           | -          | -            | -            | 3              | -                  | -                  | -                | -          | -          | 126  |
| 1989 | 第2回  | 43             | 39                 | 10         | 18           | 25           | -          | -            | -            | 4              | -                  | -                  | -                | -          | -          | 139  |
| 1990 | 第3回  | 41             | 30                 | 22         | 21           | 30           | 3          | -            | -            | 2              | -                  | -                  | -                | -          | -          | 149  |
| 1991 | 第4回  | 43             | 26                 | 25         | 17           | 16           | 12         | -            | -            | -              | -                  | -                  | -                | -          | -          | 139  |
| 1992 | 第5回  | 42             | 27                 | 21         | 21           | 15           | 16         | -            | -            | -              | -                  | -                  | -                | -          | -          | 142  |
| 1993 | 第6回  | 40             | 23                 | 20         | 35           | 11           | 14         | -            | -            | -              | -                  | -                  | -                | -          | -          | 143  |
| 1994 | 第7回  | 38             | 23                 | 17         | 30           | 11           | 10         | -            | -            | -              | -                  | -                  | -                | -          | -          | 129  |
| 1995 | 第8回  | 38             | 21                 | 18         | 19           | 14           | 9          | -            | -            | -              | -                  | -                  | -                | -          | -          | 119  |
| 1996 | 第9回  | 40             | 23                 | 17         | 23           | 14           | 9          | -            | -            | -              | -                  | -                  | -                | -          | -          | 126  |
| 1997 | 第10回 | 34             | 24                 | 22         | 28           | 14           | 11         | -            | -            | -              | -                  | -                  | -                | -          | -          | 133  |
| 1998 | 第11回 | 24             | 27                 | 24         | 30           | 10           | 15         | -            | -            | -              | -                  | -                  | -                | -          | -          | 130  |
| 1999 | 第12回 | 34             | 28                 | 9          | 20           | 14           | 11         | -            | -            | -              | -                  | -                  | -                | -          | -          | 116  |
| 2000 | 第13回 | 38             | 16                 | 18         | 23           | 8            | 9          | -            | -            | -              | -                  | -                  | -                | -          | -          | 112  |
| 2001 | 第14回 | 30             | 17                 | 18         | 22           | 6            | 7          | -            | -            | -              | -                  | -                  | -                | -          | -          | 100  |
| 2002 | 第15回 | 27             | 18                 | 17         | 20           | 13           | 4          | -            | -            | -              | -                  | -                  | -                | -          | -          | 99   |
| 2003 | 第16回 | 20             | 20                 | 21         | 23           | 8            | 5          | -            | -            | -              | -                  | -                  | -                | -          | -          | 97   |
| 2004 | 第17回 | 27             | 14                 | 18         | 20           | 11           | 6          | -            | -            | -              | -                  | -                  | -                | -          | -          | 96   |
| 2005 | 第18回 | 30             | 20                 | 24         | 25           | 12           | 7          | -            | -            | -              | -                  | -                  | -                | -          | -          | 118  |
| 2006 | 第19回 | 37             | 18                 | 22         | 15           | 7            | 4          | 12           | 2            | -              | -                  | -                  | -                | -          | -          | 117  |
| 2007 | 第20回 | 36             | 24                 | 13         | 14           | 4            | 7          | 12           | 1            | -              | 12                 | -                  | -                | -          | -          | 123  |
| 2008 | 第21回 | 33             | 22                 | 13         | 16           | 6            | 4          | 16           | 1            | -              | 15                 | -                  | -                | -          | -          | 126  |
| 2009 | 第22回 | 28             | 21                 | 16         | 17           | 5            | 4          | 25           | 1            | -              | 15                 | -                  | -                | -          | -          | 132  |
| 2010 | 第23回 | 30             | 22                 | 21         | 16           | 8            | 5          | 36           | 3            | -              | 14                 | -                  | -                | -          | -          | 155  |
| 2011 | 第24回 | 35             | 26                 | 23         | 18           | 10           | 6          | 47           | 5            | -              | 12                 | 0                  | -                | 2          | 2          | 186  |
| 2012 | 第25回 | 50             | 23                 | 18         | 27           | 10           | 5          | 58           | 8            | -              | 17                 | 0                  | -                | 2          | 1          | 219  |
| 2013 | 第26回 | 46             | 34                 | 24         | 23           | 8            | 5          | 65           | 11           | -              | 16                 | 0                  | -                | 1          | 1          | 236  |
| 2014 | 第27回 | 48             | 36                 | 20         | 25           | 6            | 3          | 91           | 12           | -              | 16                 | 1                  | 4                | 1          | 0          | 263  |
| 2015 | 第28回 | 49             | 35                 | 24         | 21           | 6            | 1          | 108          | 14           | -              | 17                 | 2                  | 4                | 1          | 0          | 282  |
| 2016 | 第29回 | 51             | 37                 | 25         | 22           | 7            | 2          | 124          | 10           | -              | 22                 | 1                  | 6                | 1          | 0          | 308  |
| 2017 | 第30回 | 56             | 44                 | 22         | 16           | 5            | 3          | 122          | 7            | -              | 25                 | 1                  | 7                | 4          | 0          | 312  |

## 美浜町出身、在住のレガッタ選手
- 三好悟（出身） - 1984年（昭和59年）ロサンゼルスオリンピック、1988年（昭和63年）ソウルオリンピックに出場
- 冨田千愛（当時在住）- 2021年（令和3年）東京オリンピックに出場

## アクセス
- 〒919-1123 福井県三方郡美浜町久々子 福井県立久々子湖ボートコース[22] 500メートル